# Lauzès
Lauzès ist eine französische Gemeinde mit 205 Einwohnern (Stand 1. Januar 2022) im Département Lot in der Region Okzitanien. Sie gehört zum Arrondissement Gourdon und zum Kanton Causse et Vallées.

## Geographie
Die Gemeinde liegt rund 28 Kilometer nordöstlich von Cahors, im Regionalen Naturpark Causses du Quercy. Nachbargemeinden von Lauzès sind:
- Sénaillac-Lauzès im Nordosten,
- Sabadel-Lauzès im Osten,
- Cabrerets im Süden,
- Cras im Südwesten sowie
- Les Pechs du Vers mit Saint-Martin-de-Vers im Westen und Nordwesten und Saint-Cernin im Norden.

Lauzès liegt in den südwestlichen Ausläufern der Kalk-Hochebene Causse de Gramat mit seinen markanten Karsterscheinungen. Im Gemeindegebiet selbst gibt es kaum Oberflächengewässer, erst im äußersten Südwesten reicht das Gemeindegebiet bis an den Fluss Vers, dessen Tal als Natura-2000-Schutzgebiet unter der Nummer FR7300910 registriert ist.

### Verkehrsanbindung
Die Gemeinde liegt abseits überregionaler Verkehrsverbindungen. Der nördliche Abschnitt wird von der Départementsstraße D13, der südliche Abschnitt von der D653 erschlossen. Der Ort selbst ist nur über die D10 erreichbar, die die beiden anderen Départementsstraßen miteinander verbindet.

## Bevölkerungsentwicklung
| Jahr      | 1968 | 1975 | 1982 | 1990 | 1999 | 2006 | 2010 | 2018 |
| Einwohner | 187  | 152  | 151  | 159  | 142  | 161  | 167  | 199  |